# Дервиша
„Дервиша“ е поддържан резерват в Североизточна България на територията на област Шумен, Община Велики Преслав, на около 5 km от град Велики Преслав. Заема площ от 11,21 хектара. Териториално попада под контрола на Регионална инспекция по околната среда и водите – Шумен и Регионална дирекция по горите – Шумен, Държавно горско стопанство „Преслав“.

## Местоположение
Резерватът се намира по северния склон на Преславска планина. Намира се югозападно от Велики Преслав и в миналото през него е преминавал проходът Дервиш. Представлява тясна успоредна ивица по двата бряга на река Дервишка (Преславска река) и Зурлева река. Днес през него преминава екопътека от Велики Преслав към село Иваново.

## Описание
Основанието за обявяване на местността за поддържан резерват е единственото естествено находище в България на дървесния вид конски кестен, оцеляло от обширна кестенова гора в миналото. Някои от дърветата в резервата достигат 35 метра височина. Други дървесни видове в резервата са орех, клен, габър, сребролистна липа, среща се и разнообразна тревна растителност.
„Дервиша“ е обявен за природен резерват на 23 октомври 1948 г. с площ 10,6 хектара. На 15 октомври 1999 г. е прекатегоризиран в поддържан резерват, като запазва площта си. От 30 май 2006 г. площта му е увеличена на 11,2136 хектара. Разположен е на надморска височина от 140 до 200 метра.
В режима на регулация на „Дервиша“ е записано разрешение за извършване на санитарни сечи при установено съхнене на повече от 5% от дървостоя; поддържащи и възстановителни мероприятия; използване на биологични средства за растителна защита.

## Галерия
- Снимки от поддържан резерват
- Водопадът на река Дервишка
- Флора от резервата
- Пеперуда от Дервиша
- Входът към резервата